# Vespa soror
Vespa soror es una especie de avispón presente en el norte de Tailandia, norte de Vietnam y partes del sur de China, incluyendo Hong Kong, Guangdong, Fujian y la isla de Hainan.
La longitud del cuerpo de las obreras oscila entre 26 y 35 mm, y la de las reinas varía entre 39 y 46 mm. Sus nidos son típicamente subterráneos y se encuentran en áreas boscosas.
Son depredadores agresivos y se ha observado que atacan los nidos de las abejas, las avispas y las especies más pequeñas de avispones. También se alimentan de mantis, libélulas, mariposas, saltamontes y pequeños vertebrados como los geckos.